# 13 (album des Doors)
Pour les articles homonymes, voir 13 (homonymie).
Albums de The Doors
Absolutely Live
(1970) L.A. Woman
(1971)
13 est la première compilation du groupe de rock américain The Doors, sortie le 30 novembre 1970.

## Liste des titres
| 1.    | Light My Fire (Réellement 7:06) | 6:50 |
| 2.    | People Are Strange              | 2:10 |
| 3.    | Back Door Man                   | 3:30 |
| 4.    | Moonlight Drive                 | 3:00 |
| 5.    | The Crystal Ship                | 2:30 |
| 6.    | Roadhouse Blues                 | 4:04 |
| 7.    | Touch Me                        | 3:15 |
| 8.    | Love Me Two Times               | 3:23 |
| 9.    | You're Lost, Little Girl        | 3:01 |
| 10.   | Hello, I Love You               | 2:22 |
| 11.   | Land Ho!                        | 4:08 |
| 12.   | Wild Child                      | 2:36 |
| 13.   | The Unknown Soldier             | 3:10 |
| 43:59 |                                 |      |

## Classement et certifications
| Année | Chart         | Position |
| ----- | ------------- | -------- |
| 1971  | Billboard 200 | 25       |

### Certifications
| Région                                                                                                 | Certification | Ventes/Streams |
| --- | ------------- | -------------- |
| Canada (Music Canada)                                                                                  | Platine       | 0^             |
| États-Unis (RIAA)                                                                                      | Platine       | 1 000 000^     |
| *Ventes selon la certification ^Mise en rayon selon la certification xNon précisé par la certification |               |                |